# فوقس ذو صفين
فوقس ذو صفين (الاسم العلمي: Fucus distichus) هو نوع من الطلائعيات يتبع جنس الفوقس من الفصيلة الفوقسية.	    